# Henri Grévedon
Pierre Louis Henri Grévedon né le 17 octobre 1776 à Paris et mort le 1er juin 1860 dans la même ville, est un peintre, lithographe et illustrateur français.

## Biographie
Henri Grévedon se forme à la peinture dans l'atelier parisien de Jean-Baptiste Regnault, professeur de peinture à l'École des beaux-arts de Paris. Henri Grévedon a exposé à tous les salons de 1798 à 1806 et reçut une seconde médaille en 1790. En 1804, il expose Achille débarquant sur le rivage de Troie, où l'on voyait une allusion au débarquement projeté par Napoléon Ier en Angleterre. Il fut médaille d'or de première classe en 1805 et premier prix du torse en 1806. Il concourut sans succès pour le prix de Rome en 1805 et 1806.
Selon Henri Beraldi, il « courut le monde, allant chercher le succès en Russie en 1806 où il devint agrégé de l'Académie de Saint-Pétersbourg, avec : La Mort d'Hector. Il séjourna en 1812 à Stockholm, puis à Londres, enfin revenant à Paris en 1816. Bientôt il s'adonna complètement à la lithographie, et y trouva une réputation qui ne lui serait pas venue avec la peinture. »
Le 14 août 1810 à l'église Sainte-Catherine de Saint-Pétersbourg, il épouse Aimée Marie Sophie Louise Devin (1792-1864), comédienne, qui lui donnera quatre enfants : Henriette Louise Laure (1814-1895), Henri (1815-1892), Sophie (vers 1818-1890) et Camille Eugénie (1825-1889).
Il exécute de nombreux portraits peints, tableautins et miniatures, puis dessine directement sur la pierre lithographique, travaillant notamment pour l'atelier de Charles Motte durant les années 1820. Au Salon de 1824, il remporte pour la seconde fois une médaille d'or de première classe.
Parmi les personnalités qu'il représenta entre 1825 et 1845, on compte de nombreuses actrices et danseuses de son temps comme la Taglioni, Fanny Elssler, La Malibran, Léontine Fay, Lucile Grahn, Rachel, etc.
Il est nommé chevalier de la Légion d'honneur en janvier 1832.

## Œuvres

### Publications
- Contemporains étrangers ou,Recueil iconographique des étrangers les plus…, de  Jean-Baptiste Mauzaisse, Henri Grévedon, J.P. Quénot, Charles Motte, 1826, 66 p.
- Gamiani ou Deux nuits d'excès, Alfred de Musset (1810-1857), Roman érotique, publié initialement anonymement en 1833. L'attribution à Alfred de Musset a parfois été mise en doute, illustrations d'Henri Grévedon.
- L'Alphabet des dames, série de portraits.

### Estampes
- Le jeune Zéphir se balançant au dessus de l'eau, 1814, d'après Pierre-Paul Prud'hon, lithographie, 21 × 16 cm, Gray, musée Baron-Martin.
- Portrait de Claude Prosper Jolyot de Crébillon (1707-1777), 1762, lithographie de Demanne à Paris.
- Louis Marie Thérèse d’Orléans, Mademoiselle de Chartres (future reine des Belges) et Ferdinand Philippe Louis d’Orléans, duc de Chartres (futur duc d’Orléans), lithographies par Charles Motte d’après des dessins d’Henri Grévedon datés de 1825, 39,5 × 28,5 cm[9].

Œuvres d'Henri Grévedon
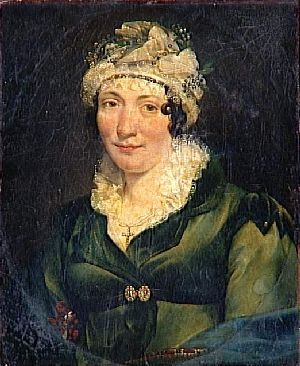
Portrait de jeune femme en coiffure de gaze, huile sur toile, Dijon, musée Magnin.
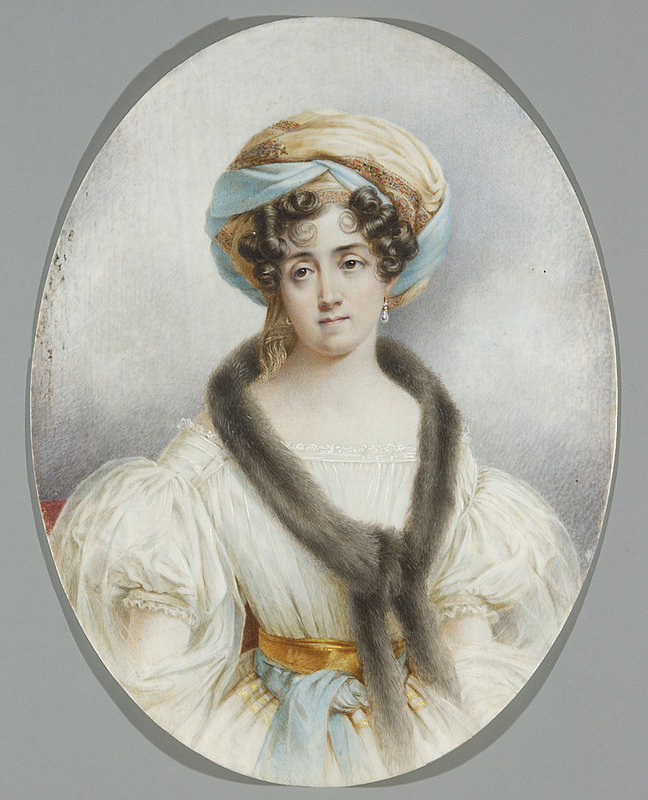
Portrait de la Zofia Zamoyska née Czartoryska (1780-1837), miniature, musée national de Varsovie.
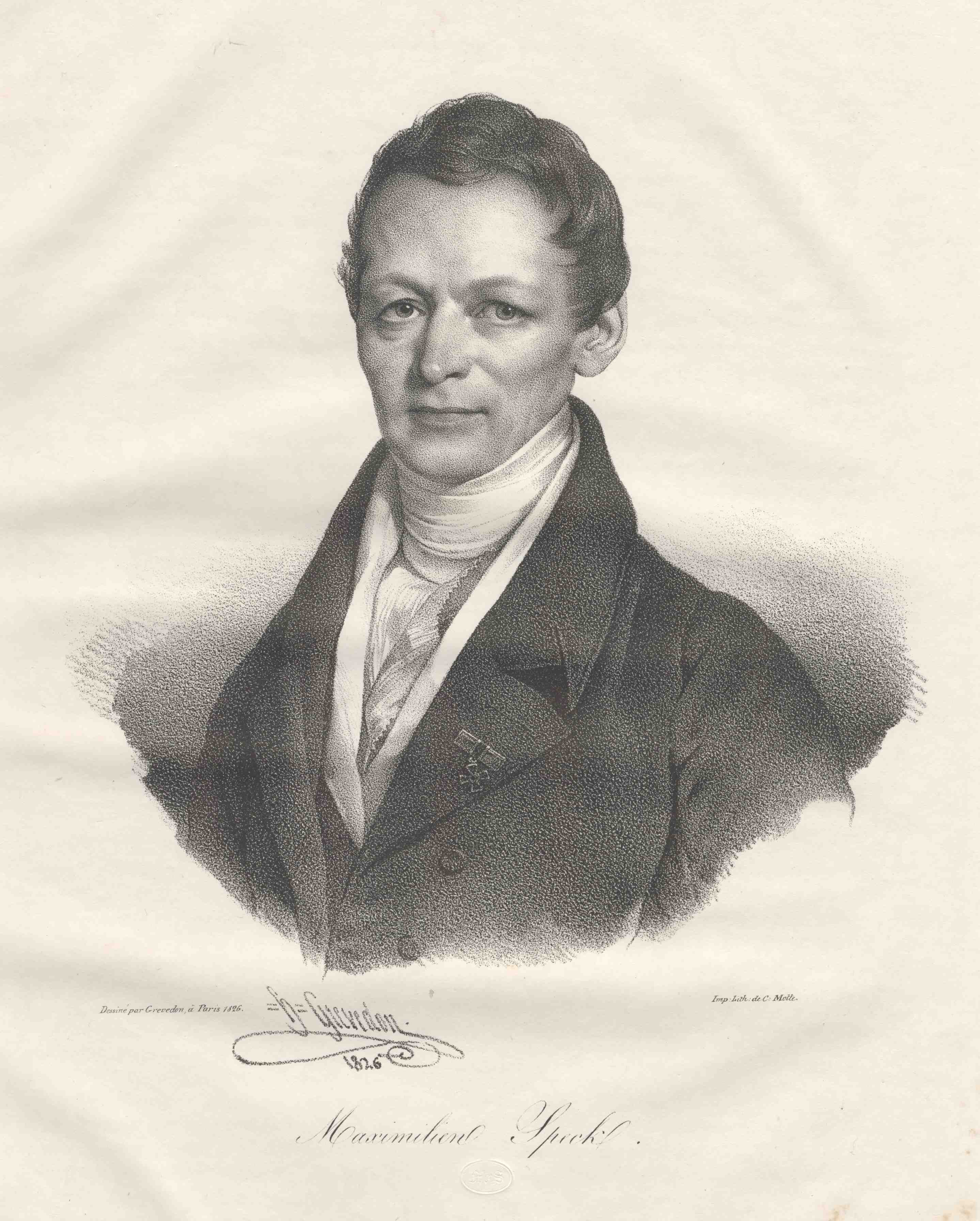
Maximilian Speck von Sternburg (1826), lithographie, musée des Beaux-Arts de Leipzig.
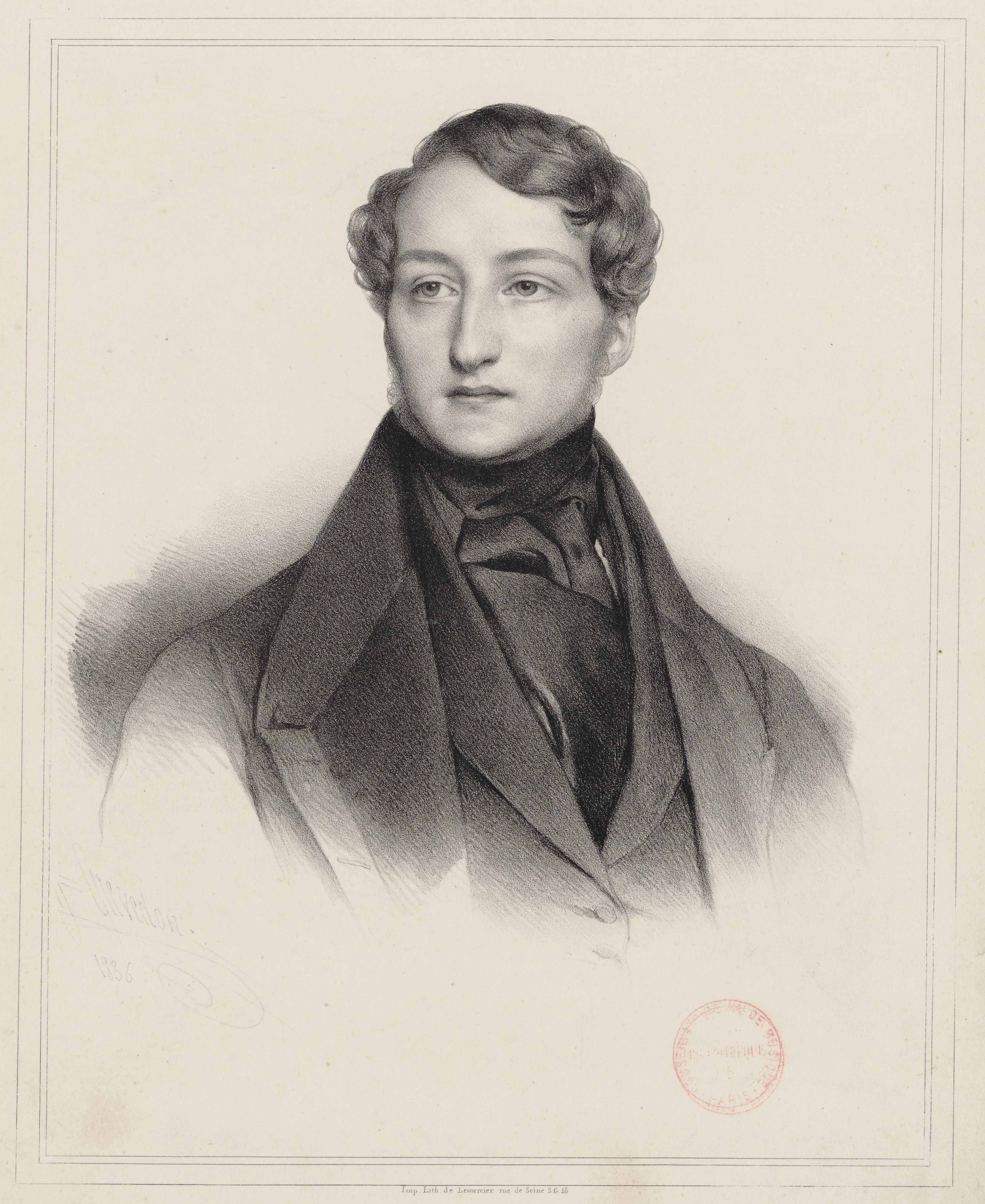
Sigismond Thalberg à 24 ans (1837), lithographie, Paris, Bibliothèque nationale de France.
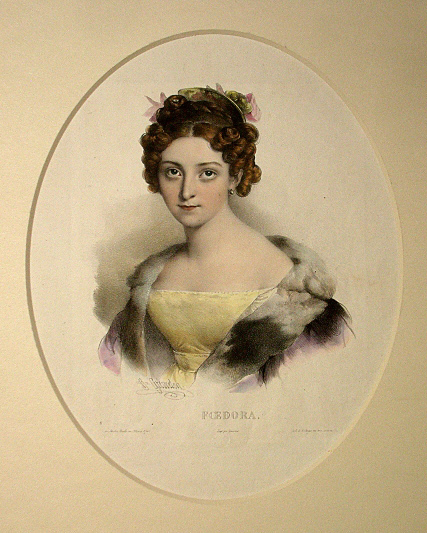
Fedora (fin des années 1830), lithographie rehaussée.

## Expositions et salons
- Paris, galerie d'Orléans.
- Salon de Paris de 1798 à 1806.